# Sugarland

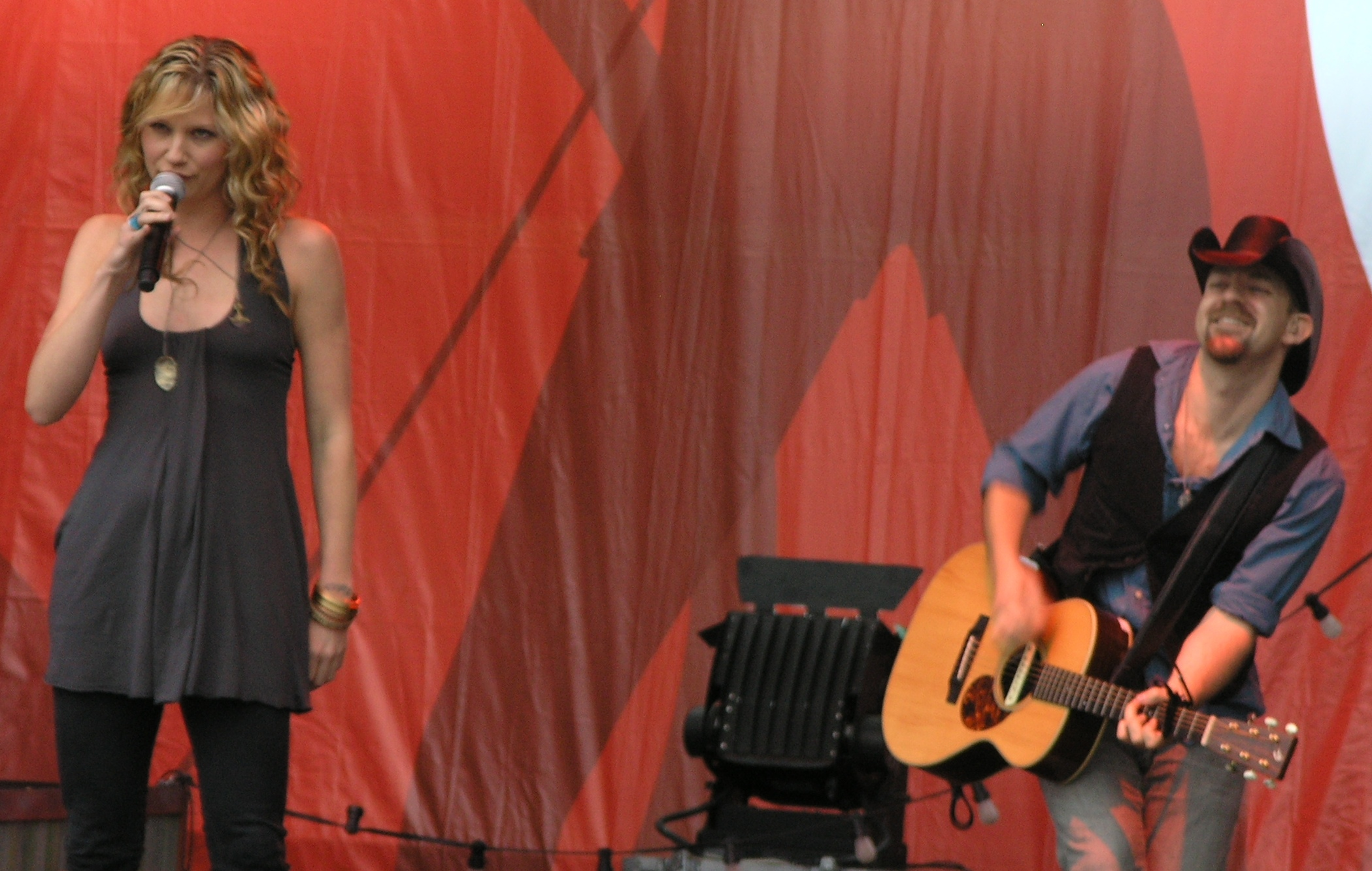
Sugarland (Atlanta, 2007)

Sugarland is een Amerikaans duo dat countrymuziek maakt.

## Beschrijving
Oorspronkelijk bestond de groep uit drie zangers/tekstschrijvers uit de regio Atlanta: zangeres Jennifer Nettles, samen met Kristian Bush en Kirsten Hall.
Van hun debuutalbum Twice the Speed of Life (2004) werden twee miljoen exemplaren verkocht. De groep bracht vijf singles uit die van dit album afkomstig waren: Baby Girl, Something More, Just Might (Make Me Believe), Stand Back Up en Down In Mississippi (Up To No Good).
In het najaar van 2005 trad de band met Bon Jovi op tijdens de Country Music Television's muzikale "fusieshow", Crossroads. Nettles zong met Bon Jovi op hun single Who Says You Can't Go Home. Sugarland toerde in 2005 door de Verenigde Staten en Canada met Brad Paisley en een jaar later met Brooks & Dunn. De groep werd genomineerd voor een Grammy voor de Beste Nieuwe Artiest en speelde Something More tijdens de 48ste Grammy Awards-uitreiking in februari 2006.
In het begin van 2006 verliet Hall de groep. Nettles en Bush gingen als Sugarland door zonder haar. Later dat jaar bracht Sugarland een nieuw album uit: Enjoy The Ride, waarvan de al eerder uitgebrachte single Want to en de singles Settlin en Everyday America afkomstig waren.
Tijdens hun (gedeeltelijk) Europese tour in 2009 heeft het duo ook in Nederland een concert gegeven.
In 2012 werd Sugarland opgenomen in de Georgia Music Hall of Fame.

## Discografie

### Albums
| Albumtitel              | Release (VS)    | Charts (VS)                    | Verkoop (VS)                 | Singles (VS)                                                                                                  |
| ----------------------- | --------------- | ------------------------------ | ---------------------------- | --- |
| Twice the Speed of Life | 26 oktober 2004 | Nr. 16, nr. 3 (Country Charts) | 3 x platina (>3 miljoen ex.) | Baby Girl, Something More, Stand Back Up, Just Might (Make Me Believe) en Down in Mississippi (Up to No Good) |
| Enjoy The Ride          | 7 november 2006 | Nr. 4, nr. 2 (Country Charts)  | 2 x platina (>2 miljoen ex.) | Want To, Settlin en Everyday America                                                                          |
| Love on the Inside      | 29 juli 2008    | Nr. 1, nr. 1 (Country Charts)  | 2 x platina (>2 miljoen ex.) | All I Want to Do, Already Gone, It Happens en Joey                                                            |
| Live on the Inside      | 4 augustus 2009 | Nr. 1, nr. 1 (Country Charts)  |                              | |
| Gold and Green          | 13 oktober 2009 | Nr. 24, nr. 3 (Country Charts) |                              | |

### Singles
| Jaar | Titel                               | Chart posities | Chart posities | Album                   |
| Jaar | Titel                               | VS Hot 100     | VS Country     | Album                   |
| ---- | ----------------------------------- | -------------- | -------------- | ----------------------- |
| 2004 | Baby Girl                           | Nr. 38         | Nr. 2          | Twice the Speed of Life |
| 2005 | Something More                      | Nr. 35         | Nr. 2          | Twice the Speed of Life |
| 2005 | Stand Back Up                       | -              | Nr. 47         | Twice the Speed of Life |
| 2005 | Just Might (Make Me Believe)        | Nr. 60         | Nr. 7          | Twice the Speed of Life |
| 2006 | Down in Mississippi (Up to No Good) | -              | Nr. 17         | Twice the Speed of Life |
| 2006 | Want To                             | Nr. 32         | Nr. 1          | Enjoy The Ride          |
| 2007 | Settlin'                            | Nr. 54         | Nr. 1          | Enjoy The Ride          |
| 2007 | Everyday America                    | Nr. 95         | Nr. 13         | Enjoy The Ride          |